# Huaura (flod)
Huaura är en flod som rinner ut i Stilla havet, belägen i centrala delen av Peru. Den har en längd av 156 km.
Floden rinner upp på den västra sluttningen av bergskedjan Anderna. Städerna Huaura och Huacho ligger i dalen. Flödet är oregelbundet och turbulent. Dess flöde i medeltal under året är 27,12 m³/s. Flodens bäcken omfattar en yta av 4 770 km².